# Ludwig Glauert
Ludwig Glauert est un zoologiste et un paléontologue australien, né le 5 mai 1879 à Sheffield (Angleterre) et mort le 1er février 1963 à Perth (Australie).

## Biographie
Ludwig Glauert fait ses études à Sheffield d’abord au Technical College puis à l’University College. Il devient démonstrateur de géologie dans le même établissement. Mais ne trouvant pas d’emploi stable, il décide d’émigrer en Australie où il s’installe à Fremantle, près de Perth en 1908. Il obtient un poste temporaire dans le service de géologie de l’État de l’Australie-Occidentale. Glauert travaille immédiatement au dégagement des fossiles de monotrèmes et de marsupiaux des grottes de la rivière Margaret ce qui lui permet d’obtenir son premier poste stable au Western Australian Museum en 1910. Il travaille alors sur la paléontologie mais s’intéresse également aux aborigènes. Ses recherches sont interrompues par la Première Guerre mondiale. Après avoir passé deux ans après la guerre à étudier en Grande-Bretagne, il revient à Perth en 1920 et reprend son poste et doit s’occuper également d’histoire naturelle. Il devient conservateur en 1927 et directeur de l’établissement en 1954, fonction qu’il conserve jusqu’à son départ à la retraite en 1956.
Glauert travaille sur un territoire limité, ses ressources financières étant limitées. Durant longtemps, il est le seul herpétologiste de l’État mais est rejoint par Albert Russell Main (1919-) et son élève Glen Milton Storr (1921-1990) de l’université de l’Australie-Occidentale. Il fait paraître une trentaine de publications sur les amphibiens et les reptiles.

## Source
- (en) Kraig Adler (1989). Contributions to the History of Herpetology, Society for the study of amphibians and reptiles : 202 p.  (ISBN 0-916984-19-2)